# Jukka Gustafsson
Jukka Tapani Gustafsson, född 2 januari 1947 i Åbo, är en finländsk socialdemokratisk politiker. Han var Finlands undervisningsminister 2011–2013.
Jukka Gustafsson är fil.mag. År 1976, samma år som han utexaminerades, blev han ledamot av Tammerfors stadsfullmäktige. I riksdagen blev han invald år 1987 från Tavastehus läns norra valkrets som sedan år 1999 heter Birkalands valkrets.
Gustafsson, som bland annat har arbetat som maskinsnickare och som rektor för yrkeshögskolan Murikka, tillträdde i juni 2011 som undervisningsminister i regeringen Katainen. I maj 2013 efterträddes han av Krista Kiuru.